# Loits
Loits (z est. „czar”) – zespół z Estonii, założony początkowo jako solowy projekt muzyczny w Tallinnie w 1996 roku przez wokalistę i gitarzystę Lembetu. Stylistyka muzyczna obrana przez grupę to black metal przemieszany z rock’n’rollem (sami określają swą muzykę jako militant flak'n'roll). Teksty poruszają kwestie patriotyzmu, dumy, a także bohaterstwa przodków widzianego przez pryzmat II wojny światowej.

## Militant Flak'n'Roll
Pomysłodawcą tego oryginalnego sloganu jest przyjaciel zespołu – Mati Kalvet z heavymetalowej grupy Herald. Słuchając black metalu w wykonaniu Loits, dla wyrażenia odczuć związanych z muzyką wyraz black zamienił na podobnie brzmiący flak (FlaK – FlugzeugabwehrKanone – niemieckie działko przeciwlotnicze z okresu II wojny światowej), co bardziej pasowało do konceptu tekstów jak i przesyconej militaryzmem muzyki Loits, a jako że nowe utwory budową przypominały rock’n’rollowe kompozycje, stąd flak metal przemianowano na militant flak'n'roll.

## Dyskografia

### Albumy studyjne
- Ei Kahetse Midagi (2001)
- Vere Kutse Kohustab (2004)
- Must Album (2007)

### Single i Dema
- The Return (1996)
- Tõelised Kuningad (2000)
- Legion Estland (2003)
- Meeste Muusika  (2004)
- Raiugem Ruunideks (2004)
- Tulisilma Sünd (2016)

### Kompilacje
- Promo 2004 (2004)

### Albumy Koncertowe i Dokumenty
- Reval (2003)
- Vere Kutse Vere Kutse – The Story Of The Origins Of Flak'n'Roll (2006)
- Leegion laval 12.01.07 (2007)
- Loits 10 (2012)

## Muzycy
Obecny skład zespołu
- Lembetu – wokal
- Draconic – gitara
- Karmo – gitara
- M. Divine – gitara basowa
- Kaire – keyboard
- Atso – perkusja

Byli członkowie zespołu
- Gates – gitara
- Kurkis – gitara
- A. Kalm (Zm. 2000)  – gitara
- Massacra – perkusja